# NHK日本国际传媒

NHK環球廣播網舊版標識
1997年1月－2008年3月

NHK日本国际传媒（日語：NHKワールド JAPAN）是日本廣播協會（NHK）針對海外播送的電台與電視廣播服務，其成立宗旨是增進世界對日本的了解。

## 概要
- 依日本1994年修正的《广播法》，設立類似BBC的國營國際播放電台和頻道。廣播採日語等18種語言；電視頻道則是日語及英語整日播出，經衛星向全球五大洲的一百七十多個國家及地區同步提供節目訊號。
- 原“國際電視廣播”（International TV Broadcasting）與「日本廣播電台」（Radio Japan）於1996年1月整合總稱「NHK環球廣播網」。
- 2008年4月1日，將NHK World TV節目製作及海外傳輸業務委託給NHK全資子公司「株式会社日本国際放送」（Japan International Broadcasting Inc.），亦於2010年4月1日委其承接NHK World Premium海外傳輸業務。
- 2018年4月30日，「NHK環球廣播網」更名為「NHK日本國際傳媒」。[3]

## 衛星電視
NHK World-Japan
前身是1995年4月3日利用北美TV Japan、歐洲JSTV頻道時段開播的“NHK國際電視廣播”（NHK International TV Broadcasting），海外稱「NHK International」（NHK國際台），因納入「NHK環球廣播網」而改稱“NHK World TV”。
1998年4月1日成立專門頻道，與NHK World Premium開始向亞太地區播出。此後強化英語國際廣播，2009年2月2日達成全程以英語提供NHK新聞及資訊節目。俗稱「NHK國際台」、在台灣現由三商多媒體代理，稱「NHK新聞資訊台」。
2009年12月7日，頻道開始以1080i規格全高清播出，同時NTSC標清版亦停止傳送，而PAL標清則保留，內容跟高清版同步。
2018年4月30日，NHK World TV更名為NHK World-Japan。
NHK World Premium
與NHK World TV同時開播、使用相同衛星的同系頻道，但以日語提供旅居海外日本人收視；在台灣現由三商多媒體代理稱「NHK世界台」，中国大陆则称之为“NHK世界收费电视频道”。
名稱更迭
|  |  |  |  |                                                                                |                                                                                |                                                                                |                                                                                |                                                                                |                                                                                |  |  | 【英語及日語】 NHK國際電視廣播→NHK World TV NHK International（海外） NHK亞洲台（台灣） 1995年4月3日－1998年3月31日 |  |  |  |  |  |  |  |                                                                 |                                                                 |                                                                 |                                                                 |                                                                 |                                                                 |  |  |
|  |  |  |  |                                                                                |                                                                                |                                                                                |                                                                                |                                                                                |                                                                                |  |  | |  |  |  |  |  |  |  |                                                                 |                                                                 |                                                                 |                                                                 |                                                                 |                                                                 |  |  |
|  |  |  |  |                                                                                |                                                                                |                                                                                |                                                                                |                                                                                |                                                                                |  |  | |  |  |  |  |  |  |  |                                                                 |                                                                 |                                                                 |                                                                 |                                                                 |                                                                 |  |  |
|  |  |  |  | 【英語】 NHK World TV→NHK World-Japan NHK新聞資訊台（台灣） 1998年4月1日－至今 | 【英語】 NHK World TV→NHK World-Japan NHK新聞資訊台（台灣） 1998年4月1日－至今 | 【英語】 NHK World TV→NHK World-Japan NHK新聞資訊台（台灣） 1998年4月1日－至今 | 【英語】 NHK World TV→NHK World-Japan NHK新聞資訊台（台灣） 1998年4月1日－至今 | 【英語】 NHK World TV→NHK World-Japan NHK新聞資訊台（台灣） 1998年4月1日－至今 | 【英語】 NHK World TV→NHK World-Japan NHK新聞資訊台（台灣） 1998年4月1日－至今 |  |  | |  |  |  |  |  |  |  | 【日語】 NHK World Premium NHK世界台（台灣） 1998年4月1日－至今 | 【日語】 NHK World Premium NHK世界台（台灣） 1998年4月1日－至今 | 【日語】 NHK World Premium NHK世界台（台灣） 1998年4月1日－至今 | 【日語】 NHK World Premium NHK世界台（台灣） 1998年4月1日－至今 | 【日語】 NHK World Premium NHK世界台（台灣） 1998年4月1日－至今 | 【日語】 NHK World Premium NHK世界台（台灣） 1998年4月1日－至今 |  |  |

## 廣播電台
前身是「日本廣播電台」（Radio Japan），1996年NHK進行組織改革，納入「NHK環球廣播網」一環，成為「NHK環球廣播網 日本國際廣播電台」（NHK World Radio Japan）。

## 網路服務
NHK日本国际传媒通过它的网站向访客提供其18种语言的对外广播在线收听、回看点播服务，同时也会通过其APP“NHK WORLD-JAPAN”进行中文和英文的灾害播报；除此以外还提供以下服务：
NHK WORLD TV
利用網際網路向全世界播送，主要播送NHK World-Japan英語新聞頻道以及英語的日本相關資訊，可直接透過Apple App Store或Google Play下載應用程式「NHK WORLD-JAPAN」在線進行收看。
NHK WORLD RADIO JAPAN
利用網際網路向全世界播送日本國際廣播電台，並提供17種語言廣播資訊，可直接透過Apple App Store或Google Play下載應用程式「NHK WORLD-JAPAN」在線進行收聽。
NHK华语视界
在互联网上播出的致力于让中国人了解日本并兼有灾害播报功能的一档中文电视频道，于2019年1月15日开始播出。通过上面提到的“NHK WORLD-JAPAN”程序亦可在线进行收看。

## 參看
- TV Japan
- JSTV

## 外部連結
- NHK WORLD-JAPAN（页面存档备份，存于）（英文）
- jibtv.com | Japan International Broadcasting Inc.（页面存档备份，存于）（英文）
- NHK WORLD-JAPAN的Facebook專頁
- NHK WORLD-JAPAN的Instagram帳戶
- NHK WORLD-JAPAN的X（前Twitter）
- YouTube上的NHK WORLD-JAPAN頻道